# 인:앱
《인:앱》(영어: In:App)은 애니메이션 제작사 애니작에서 만든 3D 애니메이션이다. 2020년 11월 21일부터 12월 19일까지 KBS 1TV에서 단편으로 특별 방영되었으며, 2021년 8월 14일부터 12월 18일까지 정식으로 방영했다.

## 방송 일시
| 방송 채널 | 방송일                       | 방송 시간 |
| --------- | ---------------------------- | --------- |
| KBS1      | 2020년 11월 21일 ~ 12월 19일 | 종료      |
| KBS1      | 2021년 8월 14일 ~ 12월 18일  | 종료      |

## 등장 인물
- 재키
- 로빈
- 데이비드(서장)
- 유저
- 번역앱맨
- 꼬마번역앱맨

## 목소리 출연
- 박희은: 재키
- 전태열: 로빈
- 정의한: 데이비드(서장), 꼬마번역앱맨
- 조경아: 유저, 번역앱맨
- 김정아: 유저

## 제작진
- 책임프로듀서: 김자현 → 박성주
- 프로듀서: 목훈
- 기획 / 제작: 이병준
- 감독: 이문용
- 프로듀서: 조현권, 박은별
- 조연출: 이나경
- 시나리오 기획: 이문용, 박태동, 허회진
- 시나리오: 고영리, 허성훈
- 시나리오 번역: 백경낙, 김순곤
- 스토리보드: 홍성우, 퍼니스퀘어,(주)재미진엔터테인먼트(21화 ~ 28화), (주)코안스튜디오(21화 ~ 28화), (주)쏘울크리에이티브(21화 ~ 28화)
- 컨셉 디자인: 이태우[1][2], 강성우, 김민정, 김은송
- 어셋 슈퍼바이저: 공윤호
- 모델링: 한유림
- 리깅 슈퍼바이저: 조승현
- 리깅: 박병섭, 김준영
- 애니메이션 슈퍼바이저: 임선형, 이선우
- 애니메이션: 김영은, 박정선, 문서윤
- 애니메이션 제작: 애니작
- 라이팅 / 합성 슈퍼바이저: 김두용
- 라이팅 / 합성: 정슬기, 김은경, 김은비
- 음악 감독: 고정열
- 음악 포스트 프로덕션: 가디언 스튜디오
- 사운드디자인 / 믹스 / 녹음 디렉터: 김홍중
- ADR 편집 / 녹음: 조채원
- 폴리 및 효과: 김현승
- 사업 총괄: 허회진
- 사업 마케팅: 박선경
- 프로덕트 디자인: 한세정, 정초혜, 강민지
- 경영관리: 최진, 김미성, 이영은
- 제작 협력: 엔스파이어 스튜디오(1화 ~ 20화), 스튜디오쇼엔터테인먼트(21화 ~ 28화), 스컬프린스(21화 ~ 28화), 베어아트(21화 ~ 28화) 캡클라우드(21화 ~ 28화), 도파라(21화 ~ 28화), (주)재미진엔터테인트(21화 ~ 28화), 아이콘픽쳐스, (주)그래픽직스(21화 ~ 28화), (주)웨스토(21화 ~ 28화)
- 홈페이지: KBS 미디어 정유현
- 컴퓨터 그래픽: 황은서
- 종합편집: 조경익
- 조연출: 차한결
- 연출: 이순주, 목훈
- 회수: 28화
- 배급:  애니작
- 제작: SK 브로드밴드, KBS, SBA, 애니작

## 방영 목록
| 회차       | 제목                     | 방송 일          |
| ---------- | ------------------------ | ---------------- |
| 1화        | 네가 내 파트너?          | 2020년 11월 21일 |
| 1화        | 귀 기울여 들어봐!        | 2020년 11월 21일 |
| 2화        | 이것만 끝내면 돼?        | 2020년 12월 5일  |
| 2화        | 게임을 하고 싶어요       | 2020년 12월 5일  |
| 3화        | 내 폰 속의 지우개        | 2020년 12월 12일 |
| 3화        | 옛날 옛적에              | 2020년 12월 12일 |
| 4화        | 최후의 날                | 2020년 12월 19일 |
| 4화        | 패션의 정석              | 2020년 12월 19일 |
| 5화        | 새로운 세계              | 2021년 9월 11일  |
| 5화        | 지금 듣고 있어요         | 2021년 9월 11일  |
| 6화        | 그때는 말이야            | 2021년 9월 18일  |
| 6화        | 그날이 오면              | 2021년 9월 18일  |
| 7화        | 나를 찾아줘              | 2021년 9월 18일  |
| 7화        | 기나긴 하루              | 2021년 9월 18일  |
| 8화        | 상처뿐인 승리            | 2021년 9월 25일  |
| 8화        | 그대로 멈춰라            | 2021년 9월 25일  |
| 9화        | 영웅의 휴가              | 2021년 9월 25일  |
| 9화        | 오늘의 날씨              | 2021년 9월 25일  |
| 10화       | 어둠 속의 앱맨           | 2021년 10월 2일  |
| 10화       | 내가 의심한 스파이       | 2021년 10월 2일  |
| 11화       | 로빈의 첫사랑            | 2021년 10월 2일  |
| 11화       | 우리는 캅스!             | 2021년 10월 2일  |
| 12화       | 한번 캅스는 영원한 캅스! | 2021년 10월 9일  |
| 12화       | 잘못된 여정              | 2021년 10월 9일  |
| 13화       | 게임 시작                | 2021년 10월 9일  |
| 13화       | 누구 말이 맞는 거야?     | 2021년 10월 9일  |
| 14화       | 불법 데이터 소탕 작전    | 2021년 10월 16일 |
| 14화       | 진짜 선물                | 2021년 10월 16일 |
| 15화       | 꼼짝마, 배터리 도둑!     | 2021년 10월 16일 |
| 15화       | 로빈은 슈퍼스타          | 2021년 10월 16일 |
| 16화       | 비밀 요원 대작전         | 2021년 10월 23일 |
| 16화       | 최후의 버튼              | 2021년 10월 23일 |
| 17화       | 서장님! 서장님?          | 2021년 10월 23일 |
| 17화       | 아침의 노래              | 2021년 10월 23일 |
| 18화       | 몸짓으로 말해요          | 2021년 10월 30일 |
| 18화       | 오늘의 행운              | 2021년 10월 30일 |
| 19화       | 표를 향해 쏴라!          | 2021년 10월 30일 |
| 19화       | 당신의 선택은?           | 2021년 10월 30일 |
| 20화       | 아무것도 하지 마, 로빈!  | 2021년 11월 6일  |
| 20화       | 마지막 임무              | 2021년 11월 6일  |
| 21화       | 우리 여기 있다고!        | 2021년 11월 27일 |
| 21화       | 로빈이 달라졌어요        | 2021년 11월 27일 |
| 22화       | 엉망진창 데이터배달      | 2021년 11월 27일 |
| 22화       | 아니, 넌?                | 2021년 11월 27일 |
| 23화       | 고개를 드세요            | 2021년 12월 4일  |
| 23화       | 베테랑을 모십니다        | 2021년 12월 4일  |
| 24화       | 최종병기                 | 2021년 12월 4일  |
| 24화       | 최고의 캅스?             | 2021년 12월 4일  |
| 25화       | 참 잘했어요              | 2021년 12월 11일 |
| 25화       | 재키의 결심              | 2021년 12월 11일 |
| 26화       | 프레디의 일탈            | 2021년 12월 11일 |
| 26화       | 주문한 상품              | 2021년 12월 11일 |
| 27화       | 유저를 위한 작전         | 2021년 12월 18일 |
| 27화       | 소원대로 해주지          | 2021년 12월 18일 |
| 최종화(28) | 위험한 출동              | 2021년 12월 18일 |

### 특이 사항
원래대로라면 한 주당 2편로 편성되어야 했으나 시청자의 뜨거운 반응으로 한 주당 방영 분량이 4편으로 2배로 늘었고, KBS의 투자로 8화(16편)가 추가로 방영되었다.